# Modern Vampires of the City
Modern Vampires of the City là album phòng thu thứ ba của ban nhạc indie rock người Mỹ Vampire Weekend, phát hành vào ngày 14 tháng 5 năm 2013, bởi XL Recordings. Sau khi phát hành album năm 2010, Contra ban nhạc đi lưu diễn và viết nhạc. Sau một thời gian các thành viênn theo đuổi các dự án âm nhạc khác nhau, họ tập hợp lại và bắt đầu làm việc cho album thứ ba của họ vào năm 2011. Đây là lần đầu tiên ban nhạc làm việc với nhà sản xuất Ariel Rechtshaid.
Họ thu âm album tại nhiều nơi khác nhau, bao gồm thành phố New York, Los Angeles, Martha's Vineyard. Modern Vampires of the City rời bỏ thứ âm nhạc mà ban nhạc đã thực hiện ở album đầu tay và Contra. Bìa album là một tấm ảnh của Neal Boenzi vào một ngày khói mù ở thành phố New York, khi mà ô nhiễm không khí giết chết ít nhất 169 người. Album đứng vị trí số một trên US Billboard 200 với đầu tiên tuần bán được 134.000 bản, trở thành album thứ hai liên tiếp của ban nhạc làm được điều này, và được tán thưởng bởi các nhà phê bình âm nhạc.
Nó đã được chọn là album hay nhất năm 2013 bởi một số ấn phẩm, bao gồm Rolling Stone, Pitchfork Media và Robert Christgau. Album đã đoạt giải thưởng giải Grammmy cho Album alternative xuất sắc nhất tại giải Grammy lần thứ 56.

## Bối cảnh
Thành công của album thứ hai, Contra (2010), củng cố vị trí của ban nhạc như "một trong những câu chuyện thành công của indie rock thập kỷ trước." Vào thời điểm ban nhạc chạy tour Contra, họ nhận ra rằng họ chưa nghỉ ngơi lần nào trong gần năm năm.
Vào thời kỳ gián đoạn, các thành viên ban nhạc theo đuổi dự án riêng: Baio biểu diễn DJ và viết nhạc cho phim Somebody Up There Likes Me của Bob Byington, Batmanglij thu âm tác phẩm solo, sản xuất cho Das Racist và dành thời gian du lịch Ấn Độ với ba người bạn, và Koenig hợp tác với Major Lazer. Koenig chia tay ban gái không lâu trước khi phát hành Contra và sau đó chuyển khỏi căn hộ chung ở New York. Cảm thấy "kỳ lạ và vô mục đích", Koenig đến ở Los Angeles nhưng trở lại bờ Đông sau bốn tháng.
Ban nhạc tái hợp 2011. Koening và Batmanglij gặp nhau nhiều lần một tuần để viết nhạc, một số tác phẩm này sau đó bị loại bỏ. Bộ đôi chuyển đến Martha's Vineyard, nơi họ có được sự bình tĩnh và soạn nhiều bài hát mới. Vì không có thời hạn bắt buộc hoàn thành, ban nhạc bắt đầu làm việc cho Modern Vampires of the City.

## Tiếp nhận phê bình
| Đánh giá chuyên môn | Đánh giá chuyên môn |
| Nguồn đánh giá      | Nguồn đánh giá      |
| Nguồn               | Đánh giá            |
| ------------------- | ------------------- |
| Allmusic            | [ 6 ]               |
| The A.V. Club       | A                   |
| Robert Christgau    | A+                  |
| The Guardian        | [ 9 ]               |
| The Independent     | [ 10 ]              |
| NME                 | 7/10                |
| Pitchfork Media     | 9.3/10              |
| Rolling Stone       | [ 13 ]              |
| Slant Magazine      | [ 14 ]              |
| Spin                | 8/10                |

Modern Vampires of the City nhận được sự ca ngợi từ các nhà phê bình âm nhạc. Tại Metacritic, trang web lấy tiêu chuẩn là 100 điểm dựa trên sự đánh giá của các nhà phê bình, album nhận được trung bình 84 điểm dựa trên 51 đánh giá. Trong bài nhận xét cho The Independent, Simon Price gọi album là "tưởng chừng thẳng thừng nhất" và "cố gắng liên kết và có sức thuyết phục nhất" của Vampire Weekend. Ryan Dombal của Pitchfork Media cho biết, giọng hát kết hợp với âm nhạc trôi chảy trên âm thanh của bài hát tự nhiên hơn và năng động hơn các album trước của ban nhạc. Alexis Petridis, nhà phê bình chính cho The Guardian, tin rằng Vampires Weekend đã thành công trong việc tránh xa các âm thanh thừa thải của âm nhạc của họ trước đây và viết nhiều lời bài hát chân thật hơn. Nathan Brackett của tạp chí Rolling Stone nói rằng album có một linh hồn riêng và bài hát gợi nhiều liên tưởng đặc biệt tới cuộc sống đô thị, trong khi Robert Christgau đánh giá cao cách mà nhiều chủ đề "Thời đại đang đến" (Coming of Age) gắn kết vào nhau. Trong đánh giá cho MSN Music, Christgau tìm chấy sự giống nhau của album với album năm 1967 Sgt. Pepper's Lonely Hearts Club Band của The Beatles vì cách mỗi lời bài hát và âm nhạc "vừa ý với chính nó và khéo léo nằm trong những bài hát khỏe khoắn, do đó biểu thị toàn bộ ý nghĩa mà không cần có gợi ý chủ đề nào".
Trong một ít nhận xét nhiệt tình, John Calvert của tạp chí NME nói rằng ban nhạc hy sinh "những âm thanh thông minh từng tạo nên họ" nhưng mặt khác gọi album là "tuyệt đẹp". Greg Kot, viết cho Chicago Tribune, cảm thấy ban nhạc sơ suất với trong nỗ lực với những bài hát khéo léo như "Ya Hey" và "Finger Back". Jesse Cataldo của Slant Magazine nói rằng các bài hát có thể dày đặc và dài dòng, nhưng họ cũng nói "ngay lập tức tạo ra một cấp độ hoàn toàn lòng ruột, nổi bật một sự cân bằng hoàn hảo tạo nên thứ có lẽ là album hay nhất của năm".

### Danh hiệu
Rolling Stone xếp ở vị trí thứ 1 trên danh sách "50 Album hay nhất năm 2013", và cảm thấy rằng các bài hát được thực hiện cuộc hành trình đến tuổi trưởng thành "cảm thấy giá trị của sự đau khổ". Tại Spin, họ xếp hạng album ở vị trí thứ 3 trên danh sách "50 Album hay nhất của năm 2013 của SPIN", và cho biết album "sinh động như một cuộc phỏng vấn bình thản mà bạn thích thú tìm kiếm trong thập kỷ này." Tại Stereogum, họ xếp hạng album tại số 3 trên danh sách "50 Album hay nhất của năm 2013. Cũng vào ngày 04 Tháng 12, tạp chí Times xếp hạng Modern Vampires of the City làm album hay thứ hai của năm, nói rằng "Vampire Weekend làm điều tương tự với âm nhạc mà các nhà văn thực sự thông minh làm với các câu chữ: vốn từ vựng của họ to lớn, và do đó họ ra lệnh cho các từ ngữ và tông âm và họ sử dụng những món quà đó để suy nghĩ và gợi nhiều liên tưởng hơn là chỉ để khoe (Không ngạc nhiên, ca sĩ Ezra Koenig cũng làm điều đó với các từ ngữ)". Tại Magnet, họ xếp hạng các album ở vị trí thứ 19 trên "Top 25 album hay nhất năm 2013 của Magnet". Vào ngày 17 tháng 12 năm 2013, album đã được chọn làm album của năm bởi Pitchfork Media. Modern Vampires of the City cũng giành được một giải Grammy cho Album alternative xuất sắc nhất tại giải Grammy lần thứ 56.
| Công bố              | Danh hiệu | Danh sách                                                  |
| -------------------- | --------- | ---------------------------------------------------------- |
| American Songwriter  | 12        | American Songwriter’s Top 50 Albums Of 2013                |
| The A.V. Club        | 5         | The 23 Best Albums of 2013                                 |
| Billboard            | 12        | 15 Best Albums of 2013: Critics' Picks                     |
| Clash                | 9         | Clash's Top Albums of 2013                                 |
| Complex              | 47        | The 50 Best Albums of 2013                                 |
| Consequence of Sound | 2         | Top 50 Albums of 2013                                      |
| Drowned in Sound     | 6         | Drowned in Sound's Favourite Albums of 2013                |
| The Fly              | 32        | Albums Of The Year                                         |
| The Guardian         | 4         | The best albums of 2013                                    |
| Magnet               | 19        | MAGNET's Top 25 Albums of 2013                             |
| Mojo                 | 7         | MOJO's Top 50 Albums of 2013                               |
| musicOMH             | 6         | musicOMH's Top 100 Albums Of 2013                          |
| The New York Times   | 3         | Top Ten Year-End List                                      |
| NME                  | 14        | NME's 50 Best Albums Of 2013                               |
| No Ripcord           | 4         | Top 50 Albums Of 2013                                      |
| NPR                  | 1         | Poll Results: Listeners Pick Their Favorite Albums of 2013 |
| Paste                | 7         | The 50 Best Albums of 2013                                 |
| Pigeons & Planes     | 6         | The Best Albums of 2013                                    |
| Pitchfork Media      | 1         | The Top 50 Albums of 2013                                  |
| Pitchfork Media      | 6         | The 100 Best Albums of the Decade So Far (2010-2014)       |
| PopMatters           | 1         | The 75 Best Albums of 2013                                 |
| Pretty Much Amazing  | 2         | PMA's 40 Best Albums of 2013                               |
| Q                    | 2         | Q's 50 Albums of the Year                                  |
| Rolling Stone        | 1         | 50 Best Albums of 2013                                     |
| Slant Magazine       | 1         | The 25 Best Albums of 2013                                 |
| Spin                 | 3         | Spin's 50 Best Albums of 2013                              |
| Sputnikmusic         | 17        | Staff’s Top 50 Albums of 2013                              |
| Stereogum            | 3         | The 50 Best Albums of 2013                                 |
| Time                 | 2         | Time's Top Ten Everything, Top 10 Albums                   |
| Time Out             | 26        | 50 Best Albums of 2013                                     |
| Uncut                | 20        | Uncut's Top 50 Albums of 2013                              |
| Under the Radar      | 1         | Under the Radar’s Top 125 Albums of 2013                   |
| Village Voice        | 2         | Pazz and Jop                                               |

## Danh sách bài hát
Tất cả bài hát được viết bởi Ezra Koenig, trừ khi có ghi chú. Tất cả nhạc phẩm được soạn bởi Rostam Batmanglij và Koenig, trừ khi có ghi chú
| STT | Nhan đề            | Phổ lời            | Phổ nhạc                             | Thời lượng |
| --- | ------------------ | ------------------ | ------------------------------------ | ---------- |
| 1.  | "Obvious Bicycle"  |                    |                                      | 4:11       |
| 2.  | "Unbelievers"      |                    |                                      | 3:22       |
| 3.  | "Step"             |                    |                                      | 4:11       |
| 4.  | "Diane Young"      |                    |                                      | 2:40       |
| 5.  | "Don't Lie"        | Koenig, Batmanglij |                                      | 3:33       |
| 6.  | "Hannah Hunt"      |                    |                                      | 3:57       |
| 7.  | "Everlasting Arms" |                    |                                      | 3:03       |
| 8.  | "Finger Back"      |                    |                                      | 3:25       |
| 9.  | "Worship You"      |                    |                                      | 3:21       |
| 10. | "Ya Hey"           |                    | Batmanglij, Koenig, Ariel Rechtshaid | 5:12       |
| 11. | "Hudson"           |                    | Batmanglij, Koenig, Chris Tomson     | 4:14       |
| 12. | "Young Lion"       | Batmanglij         | Batmanglij                           | 1:45       |

| Japanese edition bonus tracks | Japanese edition bonus tracks            | Japanese edition bonus tracks |
| STT                           | Nhan đề                                  | Thời lượng                    |
| ----------------------------- | ---------------------------------------- | ----------------------------- |
| 13.                           | "Ya Hey" (Paranoid Styles Mix)           | 3:51                          |
| 14.                           | "Unbelievers" (Seeburg Drum Machine Mix) | 3:24                          |

## Thành phần tham gia
Vampire Weekend
- Ezra Koenig – hát chính, piano trong "Unbelievers"
- Rostam Batmanglij – piano, guitars, banjo, vocal harmonies và hát phụ, trống và synth programming, bàn phím, shaker, hát chính trong "Young Lion"
- Chris Baio – bass
- Chris Tomson – trống

Nghệ sĩ thêm vào
- Ariel Rechtshaid – trống phụ và synth programming trong "Obvious Bicycle", "Unbelievers", "Diane Young", và "Hudson", bass phụ trong "Everlasting Arms", sản xuất, engineering
- Jeff Curtin – trống phụ trong "Diane Young", engineering
- Brendan Ryan – đàn accordeon trong "Unbelievers"
- Johnny Cuomo – flistle trong "Unbelievers"
- Danny T. Levin – trumpet trong "Unbelievers" và "Hudson"
- Elizabeth Lea – trombone trong "Unbelievers" và "Hudson"
- Seth Shafer – tuba trong "Unbelievers" và "Hudson"
- Adam Schatz – saxophone trong "Diane Young"
- Angel Deradoorian – hát phụ trong "Obvious Bicycle", "Worship You" và "Young Lion"
- Fanny Franklin – hát phụ trong "Finger Back"

## Bảng xếp hạng
| Bảng xếp hạng (2013)            | Vị trí cao nhất |
| ------------------------------- | --------------- |
| Australian Albums Chart         | 7               |
| Austrian Albums Chart           | 24              |
| Belgian Albums Chart (Flanders) | 5               |
| Belgian Albums Chart (Wallonia) | 29              |
| Canadian Albums Chart           | 2               |
| Danish Albums Chart             | 36              |
| Dutch Albums Chart              | 20              |
| Finnish Albums Chart            | 34              |
| French Albums Chart             | 18              |
| German Albums Chart             | 21              |
| Greek Albums Chart              | 47              |
| Irish Albums Chart              | 2               |
| Irish Independent Albums Chart  | 1               |
| Italian Albums Chart            | 55              |
| Japanese Albums Chart           | 13              |
| New Zealand Albums Chart        | 19              |
| Norwegian Albums Chart          | 2               |
| Portuguese Albums Chart         | 4               |
| Scottish Albums Chart           | 3               |
| Spanish Albums Chart            | 13              |
| Swedish Albums Chart            | 17              |
| Swiss Albums Chart              | 18              |
| UK Albums Chart                 | 3               |
| UK Indie Albums Chart           | 1               |
| US Billboard 200                | 1               |
| US Alternative Albums           | 1               |
| US Independent Albums           | 1               |
| US Rock Albums                  | 1               |

| Năm  | BXH                             | Vị trí |
| ---- | ------------------------------- | ------ |
| 2013 | Belgian Albums Chart (Flanders) | 81     |
| 2013 | UK Albums Chart                 | 94     |
| 2013 | US Billboard 200                | 74     |
| 2013 | US Billboard Independent Albums | 6      |
| 2013 | US Rock Albums                  | 15     |
| 2013 | US Billboard Alternative Albums | 11     |
| 2014 | US Billboard 200                | 167    |
| 2014 | US Rock Albums                  | 39     |
| 2014 | US Billboard Alternative Albums | 35     |
| 2014 | US Billboard Independent Albums | 13     |